# Gäle naturskog
Gäle naturskog är ett naturreservat som inrättades 2005 och är ett urskogsområde som ligger cirka en mil utanför Grönviken i Östersunds kommun. Syftet med reservatet är att bevara de naturvärden som ingår i naturtypen Västlig taiga som t.ex. hackspettar, hönsfåglar, kryptogamer och vedlevande insekter.

## Geologi
Berggrunden består av Revsundsgranit och jordarterna domineras av sandig-moig morän. Höjdskillnaden mellan högsta och lägsta (370 meter över havet) är 17 meter. På moränryggens höjdläge i områdets centrala del dominerar tall. Vissa av tallarna har uppnått en ålder av 300 år. De flesta tallarna är dock mellan 80 och 100 år gamla. Där gran dominerar så finns det mycket bärarter som t.ex. lingon och blåbär.

## Växtlighet

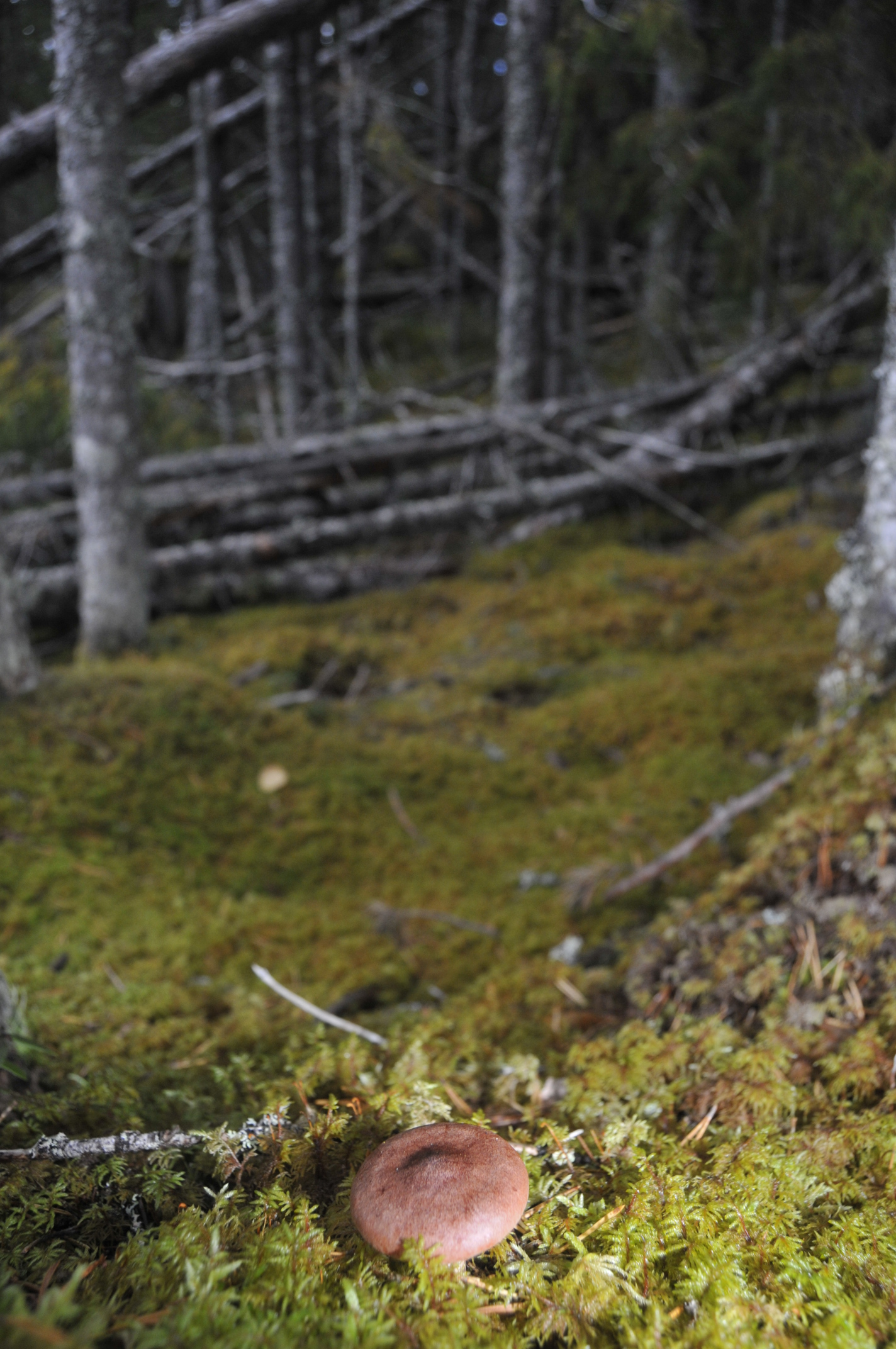
Gäle naturskogs naturreservat i Jämtlands län, Sverige

I reservatet så finns minst 17 stycken rödlistade arter. Alla dessa har återfunnits i t.ex. lågor samt övrig död ved.
- Vitskaftad svartspik (Chaenothecopsis viridialba)
- Stiftgelélav (Collema furfuraceum)
- Lappticka (Amylocystis lapponicus eller A. lapponica)
- Doftticka (Haploporus odorus)
- Harticka (Inonotus leporinus)
- Gammelgransskål (Pseudographis pinicola)
- Isabellporing (Anomoporia bombycina)

## Djurliv
Nedanstående fåglar har observerats i reservatet:
- Järpe (Bonasia bonasia)

Järpe (Bonasa bonasia) är en stannfågel som är den minsta arten i underfamiljen skogshöns av familjen fälthöns i Sverige. Den är brunspräcklig, och lever uteslutande i barrskog. Järpen är 34–39 cm[3] lång och har ett vingspann på 48–54 cm. På ovansidan är den grå, delvis med rödbrun anstrykning och på huvudet, nacken och ryggen har den svartaktiga tvärstreck. På nedre delen av ryggen och övergumpen är den mest grå. Vingpennorna är gråbruna och stjärten grå med brun vattring. Alla stjärtpennorna, utom de mellersta, har ett brett svart tvärband innanför den gråvita spetsen.
- Tjäder (Tetrao urogallus)

Tjäder (Tetrao urogallus) är en skogsfågel i familjen fälthöns och underfamiljen skogshöns.[2] Den förekommer i öppna skogar i norra och mellersta Europa samt i norra Asien. Den är nära besläktad med orre och det förekommer hybrider mellan tjäder och andra hönsfåglar.
- Tretåig hackspett (Picoides tridactylus)

Tretåig hackspett mäter 21,5–24 centimeter, är svartvit och den adulta hanen har gul hjässa. Den är starkt bunden till gran men förekommer lokalt i annan skogstyp. Den hackar efter föda på döda eller mycket skadade träd. Den livnär sig främst av insekter, som den fångar genom att hacka eller peta i barken på mestadels döda eller starkt skadade träd.
- Spillkråka  (Dryocopus martius)

Spillkråka är en stor, nästan helsvart fågel inom familjen hackspettar. Den är den största av Europas hackspettar med en längd av 40 cm[4] - 57[5] och ett vingspann på 67–73 cm[4]. Vikten är 300 gram. Dräkten är nästan helt och hållet svart.[5] Den adulta hanen har röd panna och hjässa, medan honan ända från juvenil dräkt endast är röd i nacken.[4] Ögonen är ljusa och halsen relativt lång.[4] Näbben är kraftig och benvit.[6]

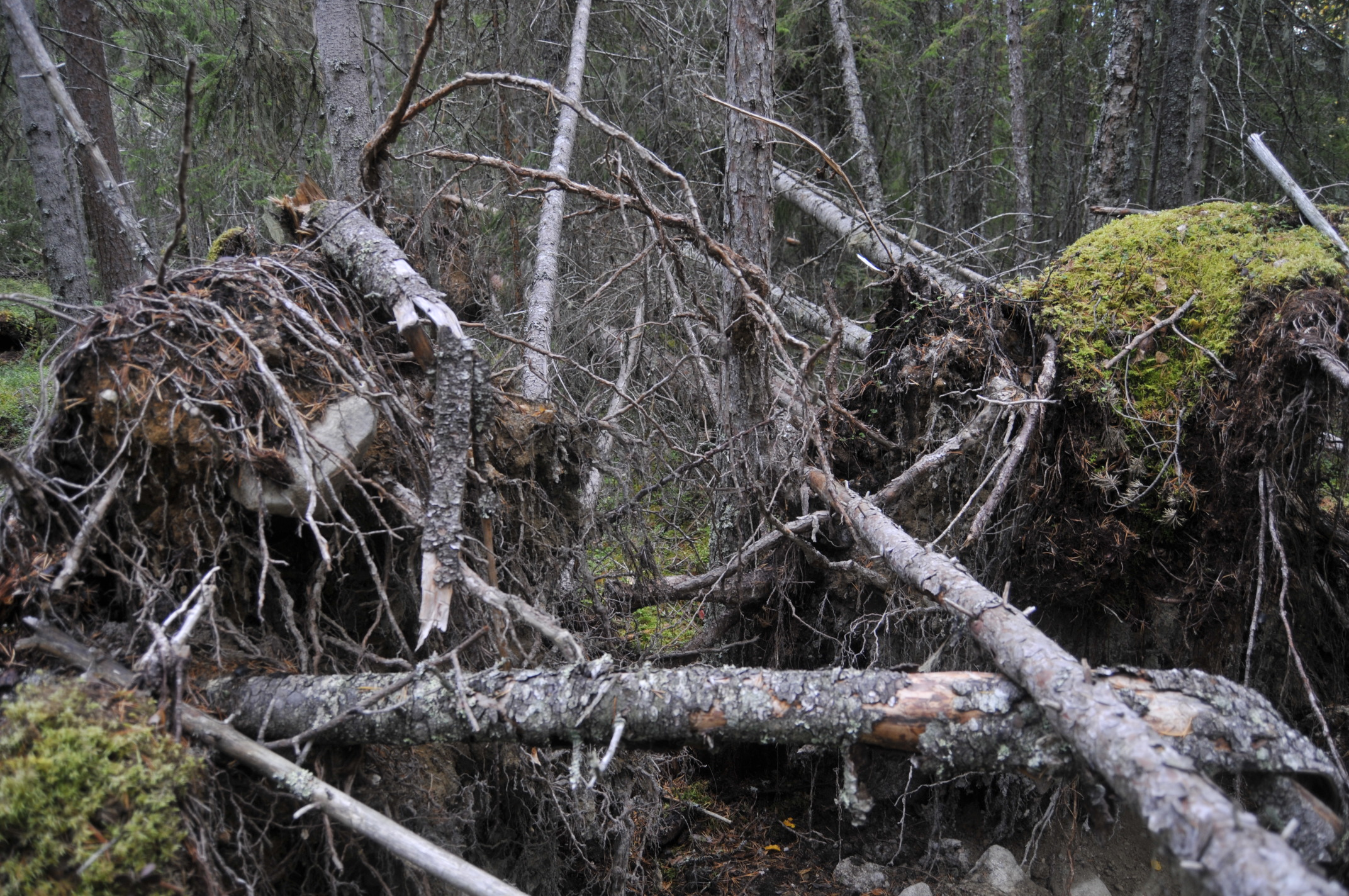
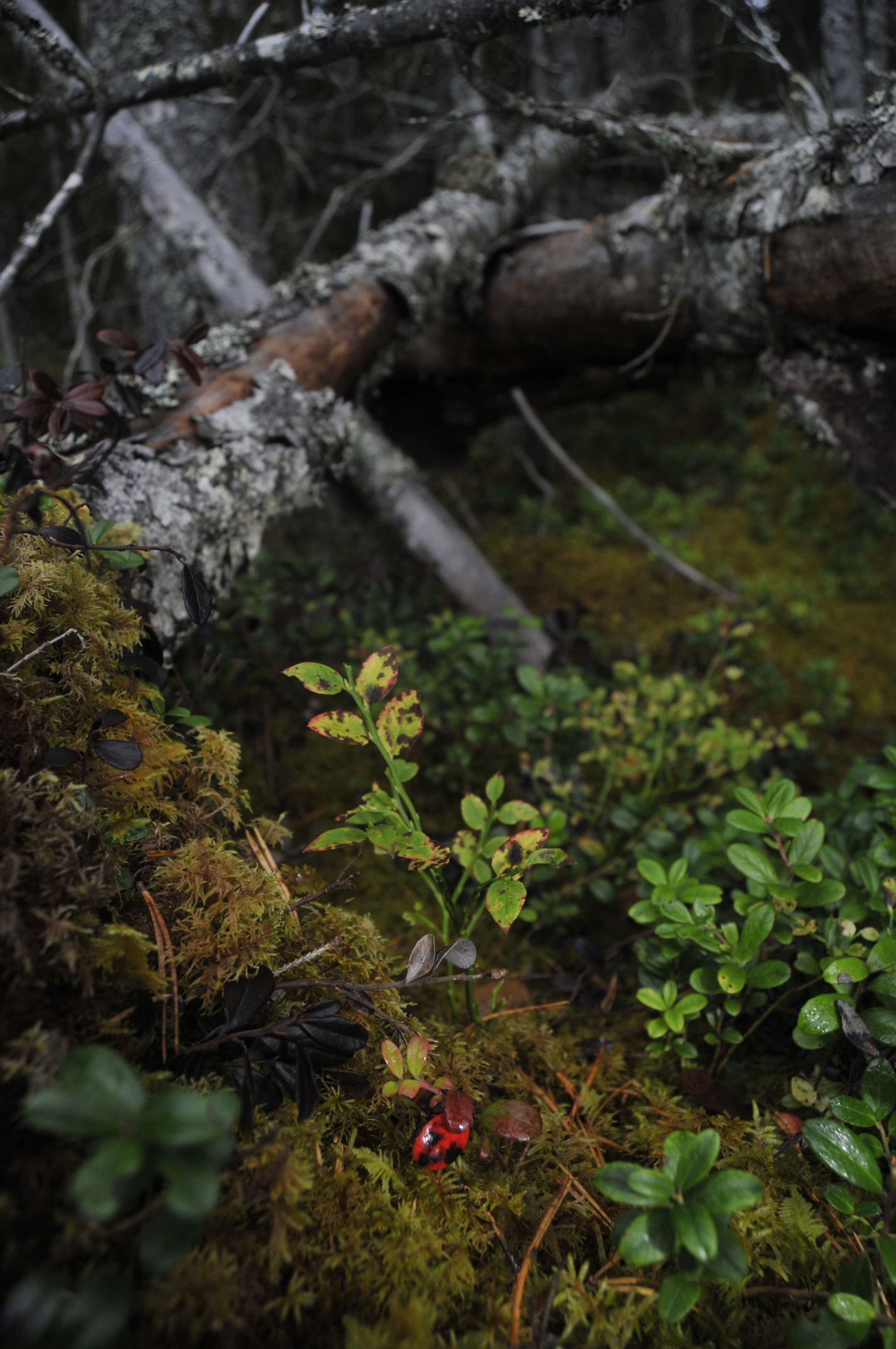
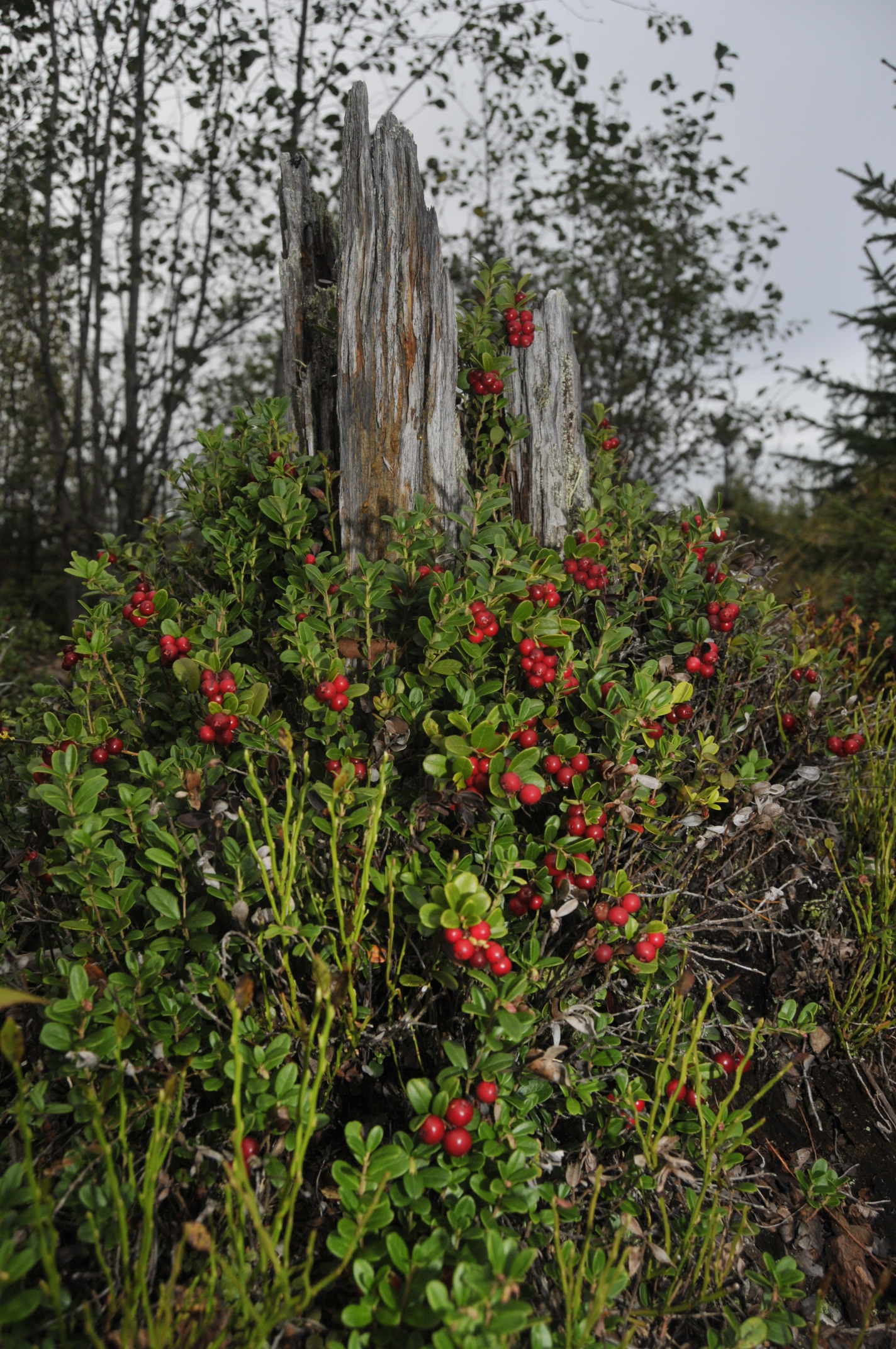